# هفتمین سفر سندباد
هفتمین سفر سندباد (انگلیسی: The 7th Voyage of Sinbad) یک فیلم در ژانر فانتزی، هیولایی، کودکان و ماجراجویی به کارگردانی نیتن اچ. جوران و ری هری‌هاوزن است که در سال ۱۹۵۸ منتشر شد. از بازیگران آن می‌توان به کروین متیوس، تورین تاچر، کاترین کرازبی، و ریچارد ایر اشاره کرد.